# Ér, Orba, Ferón e Fergna
Ér, Orba, Ferón e Fergna, figli di Éber Finn, secondo la leggenda medievale irlandese e la tradizione storica, regnarono insieme come sovrani supremi d'Irlanda per mezzo anno dopo aver ucciso i loro cugini Luigne e Laigne, figli di Érimón, nella battaglia di Árd Ladrann. Furono presto uccisi dal figlio di Érimón, Íriel Fáid, nella battaglia di Cul Martha per vendicarsi della morte dei fratelli Geoffrey Keating data il loro regno al 1269 a.C. gli Annali dei Quattro Maestri al 1681 a.C..